# Сан-Бенедетто-ін-Перилліс
Сан-Бенедетто-ін-Перилліс (італ. San Benedetto in Perillis) — муніципалітет в Італії, у регіоні Абруццо,  провінція Л'Аквіла.
Сан-Бенедетто-ін-Перилліс розташований на відстані близько 115 км на схід від Рима, 37 км на південний схід від Л'Акуїли.
Населення — 116 осіб (2014).
Щорічний фестиваль відбувається 06 червня. Покровитель — San Benedetto.

## Демографія
Населення за роками:

Станом на 1 січня 2023 року в муніципалітеті офіційно проживало 13 іноземців з 3 країн, серед них 9 громадян країн Євросоюзу.

## Сусідні муніципалітети
- Аччано
- Коллеп'єтро
- Моліна-Атерно
- Навеллі
- Пополі
- Вітторито